# Cercidiphyllum magnificum
Cercidiphyllum magnificum Siebold & Zucc. es una especie de plantas de la familia de las Cercidiphyllaceae. 

## Hábitat
Estos árboles son endémicos del centro de Honshu, donde crece en altitudes superiores a C. japonicum. 
Katsura es el nombre japonés del árbol, al igual que otras especies del género. El nombre científico Cercidiphyllum se refiere a la estrecha semejanza de las hojas a las de Cercis; estos dos géneros no están relacionados, sin embargo, pueden distinguirse fácilmente porque sus hojas son alternas, no contrarias. 

## Descripción
Cercidiphyllum japonicum es un pequeño árbol de no más de 10 m de altura. Tiene la corteza lisa. Las hojas más grandes, de hasta 8 cm de largo y 5,5 cm de ancho; las estípulas persistentes. Las semillas son aladas en ambos extremos

## Cultivo
Katsura se cultiva como un árbol ornamental por sus hojas en forma de delicado corazón que en otoño tiene un brillante color, una mezcla de color amarillo brillante, rosado y naranja-rojo.  Cuando las condiciones son adecuadas, es de rápido crecimiento, pero es muy sensible a la sequía y necesita el suelo permanentemente húmedo. En condiciones de sequía, la especie se desprende de sus hojas, sin embargo su renacimiento puede producirse una vez que el agua esté nuevamente disponible. De particular interés es el olor producido por las hojas en el otoño, se asemeja al azúcar moreno quemado o al algodón dulce. 